# Ballerup (stacja kolejowa)
Ballerup (duń: Ballerup Station) – stacja kolejowa w Ballerup, w Regionie Stołecznym, w Danii. Znajduje się na Frederikssundbanen i obsługiwana jest przez pociągi S-tog.